# Isabel Worrell Ball

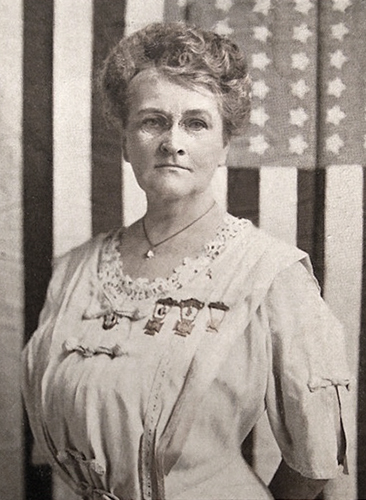
Foto de Isabel Worrell Ball de um cartão postal do Corpo Auxiliar Feminino, 1912.

Sarah Isabel Worrell Ball McElroy (13 de março de 1855 – Washington D.C, 5 de julho de 1931) foi uma jornalista e editora de jornal americana. Ela trabalhou primeiro no oeste dos Estados Unidos e depois em Washington, DC, onde se tornou uma das primeiras mulheres admitidas na galeria de imprensa do Senado dos EUA. Ela era ativa no Corpo de Socorro da Mulher e tornou-se editora do National Tribune, uma publicação semanal do Grande Exército da República.

## Primeiros anos e família
Sarah Isabel (ou Isabelle) Worrell nasceu perto de Hennepin, Illinois, é uma dos nove filhos de Elizabeth (McClung) Worrell e James Purcell Worrell, um advogado e veterano da Guerra Civil que serviu com um regimento de Illinois. Em 1873, sua família mudou-se para o oeste do Kansas. Ela foi alfabetiza algumas vezes em escolas públicas, assim como, algumas vez pelo seu pai.
Em 1877 casou-se com Henry M. Ball (1852–1920), com quem teve um filho que morreu aos três anos de idade.

## Carreira
O primeiro emprego de Ball foi como professora de escola pública no Condado de Pawnee, em Kansas. Ela trabahou como escriturária para a legislatura do Kansas (1876–1886) e se tornou a segunda mulher a ser eleita tabelião no Kansas.
Em 1881, Ball começou a trabalhar como jornalista e correspondente do Albuquerque Journal e do Kansas City Times. Uma de suas primeiras grandes batidas foi a reportagem de campo sobre a construção da linha Atlantic and Pacific Railroad entre Albuquerque, Novo México, e Needles, Califórnia.
Em 1883, ela voltou para o Kansas e assumiu o cargo de editora do Larned, intitulado Chronoscope. No final da década de 1880, ela também trabalhou novamente para o Kansas City Times, bem como para o Kansas City Star (1889–1891).
Em 1886, mudou-se para Topeka, onde foi escolhida secretária adjunta da Sociedade Histórica do Estado.
Em 1889, ela fazia parte de um grupo de escritores ocidentais que fundou o Western Authors' and Artists' Club. Ball trabalhou como secretária do clube.
Em 1891, mudou-se para Washington, D.C, onde trabalhou para o Washington Star. Em conexão com este trabalho, ela se tornou uma das primeiras mulheres admitidas na galeria de imprensa do Senado dos Estados Unidos, onde ela observou que sua chegada foi recebida "com o entusiasmo de um caso de varíola".
Durante esta fase de sua vida, Ball se envolveu fortemente com o Corpo de Socorro da Mulher (WRC), um auxiliar da organização fraternal do veterano conhecido como Grande Exército da República (GAR). Ela foi vice-presidente do WRC e membro de seu conselho executivo, bem como presidente de seu departamento do Potomac. Ela foi editora associada do National Tribune, a publicação semanal do GAR, para a qual em 1906 ela escreveu o obituário da ativista Susan B. Anthony. Ela também escreveu para a revista Daughters of the American Revolution.
Ball morreu em Washington, D.C, em 1931. Uma coleção de documentos relacionados à vida de Ball é mantida pela Kansas Historical Society.